# Artuk Ibn Ekseb
Artuk Ibn Ekseb (albo Artuk Beg) (? – zm. 1091) – wódz w służbie Seldżukidów i eponimiczny protoplasta dynastii Artukidów.

## Życiorys
Był wodzem należącego do Oguzów plemienia Döger. W roku 1072 stał na czele seldżuckiej armii w Anatolii, pokonał i wziął do niewoli Izaaka Komnena i dotarł aż do rzeki Sakarya. Kiedy wybuchła rebelia Jana Dukasa cesarz Michał VII Dukas (1071 – 1078) zawarł porozumienie z Artukiem i prosił go o pomoc. Turcy dotarli wtedy aż do Zatoki Izmit nad Morzem Marmara, jednak po śmierci Alp Arslana (1063 – 1072) Artuk został wezwany do Reju żeby pomóc Malikszahowi (1072 – 1092) w pokonaniu jego wuja Kawurta (1048 – 1074). W roku 1076/1077 przemaszerował przez region Al-Ahsy we wschodniej Arabii, docierając aż do Katifu i Bahrajnu, po drodze gromiąc miejscowych Karmatów. W roku 1079 Malikszah postawił go na czele wojsk jego młodszego brata Tutusza (1079 – 1095), które wysłał do Syrii przeciwko Atsyzowi. W roku 1084 brał udział w kampanii Ibn Dżahira przeciwko Marwanidom w Diyarbakırze, podczas której jego zachowanie było jednak dwuznaczne. W roku 1085 został posłany do Chorasanu przeciwko zbuntowanemu bratowi sułtana, Tekeszowi. Po tej kampanii otrzymał od Malikszaha strategicznie położony Hulwan w Kurdystanie jako iktę. W tym okresie Artuk zaczął też spiskować z władającym Aleppo i Mosulem Muslimem Ibn Kurajszem (1042 – 1085) z rodu Ukajlidów i po jego śmierci ze strachu przed gniewem Malikszaha uciekł na służbę do Tutusza. W roku 1086 Artuk odparł najazd na ziemie Tutusza przedsięwzięty przez Sulajmana Ibn Kutulmisza (1077 – 1086), pokonując i zabijając go w bitwie nieopodal Aleppo oraz biorąc do niewoli jego syna, Kilidż Arslana. Od tego roku Artuk był namiestnikiem Palestyny, z siedzibą w Jerozolimie. Zmarł w roku 1091, pozostawiając po sobie kilku synów, w tym m.in. Sukmana (zm. 1105) i Ilghaziego (zm. 1122)